# Northwestern University Press

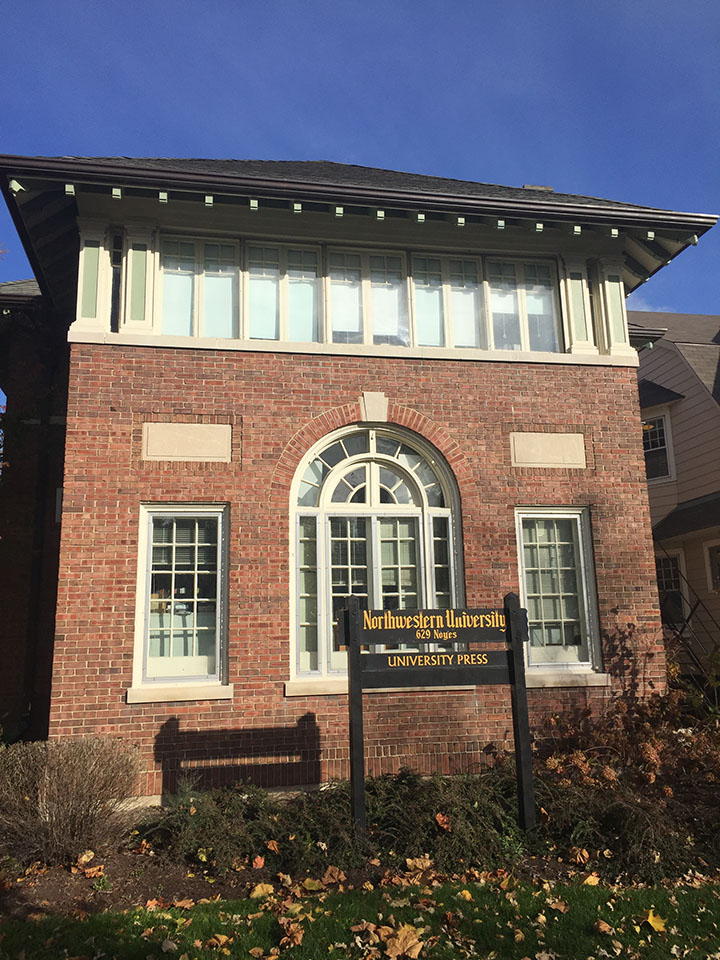
Northwestern University Press (2016)

Northwestern University Press ist ein Universitätsverlag und Bestandteil der Northwestern University. Seinen Hauptsitz hat der Verlag in Evanston im Bundesstaat Illinois, USA.
Der Verlag wurde im Jahr 1893 gegründet und war zuerst auf die Publikation von juristischen Fachzeitschriften und Lehrbüchern spezialisiert. Heute publiziert er eine Vielzahl von wissenschaftlichen Arbeiten, Lehrbüchern und Romanliteratur über eine breite Palette von Themen.
Seit 1963 publiziert der Verlag das Buch Improvisation for the Theater: A Handbook of Teaching and Directing Techniques von Viola Spolin, einer Begründerin der Improvisationsschauspielerei. Das Werk, das in drei Ausgaben herausgegeben wurde, zählt zu den Standardwerken für Improvisationstheater. In den 1960ern begann der Verlag auch damit, zusammen mit der Modern Language Association, eine vollständige Ausgabe der Werke von Herman Melville zu veröffentlichen.
Der Verlag publizierte in den 1990ern als erster Verlag Werke des ungarischen Autors Imre Kertész in englischer Sprache, der 2002 mit dem Nobelpreis für Literatur ausgezeichnet wurde.